# أحمد بن مروان
أحمد بن مروان جندي كان ملازماً في جيش كربغا خلال الحملة الصليبية الأولى.
بعد الاستيلاء على أنطاكية من قبل الصليبيين، أُوكل لأحمد مهمة إبقاء السيطرة على القلعة التي لا يزال يسيطر عليها الأتراك داخل المدينة. بعد معركة أنطاكية التي تم سحق قوات كربغا بها عرض أحمد تسليم القلعة إلى الصليبيين. إلا أنه لم يسمح لأ راية أمير إلا راية  بوهيموند بأن تحلق فوق القلعة، ويبدو كما لو كان قد أبرم هدنة سرية مع بوهيموند على إثر النصر الصليبي ضد كربغا. بعد انتقال القلعة إلى المسيحيين، انضم أحمد إلى صفوف الصليبيين وتحول إلى المسيحية.